# Arrecifes (Buenos Aires)
Arrecifes is een plaats in het Argentijnse bestuurlijke gebied Arrecifes in de provincie Buenos Aires. De plaats telt 30 000 inwoners (2001).